# Алексеев, Иван Фёдорович
Иван Фёдорович Алексеев (28 июля 1928 — 2 января 2019)  — советский государственный и хозяйственный деятель.

## Биография
Родился в 1928 году. Член КПСС.
С 1946 года мастер, заместитель начальника цеха, начальник цеха, организатор производства, заместитель директора и генеральный директор (1958—1978) Керченского судостроительного завода «Залив». Под его руководством «Залив» освоил и построил несколько серий военных кораблей и большое количество гражданских судов различных проектов, в том числе самых крупных. Заслугой Алексеева стало внедрение на заводе метода формирования корпусов крупнотоннажных судов из частей, раздельно спущенных на воду, со стыкованием частей судна на плаву. Проведена полномасштабная реконструкция завода, повышен уровень его механизации. Большое внимание уделял развитию социальной сферы предприятия.
В 1978-1988 годах заместитель министра судостроительной промышленности СССР.
Делегат XXIV и XXV съезда КПСС.
Лауреат Государственной премии СССР.
Почётный гражданин Керчи с 2005 года.
Умер в Москве 2 января 2019 года.